# Pineland (Florida)
Pineland es un lugar designado por el censo ubicado en el condado de Lee en el estado estadounidense de Florida. En el Censo de 2010 tenía una población de 407 habitantes y una densidad poblacional de 170,07 personas por km².

## Geografía
Pineland se encuentra ubicado en las coordenadas 26°39′40″N 82°8′53″O / 26.66111, -82.14806. Según la Oficina del Censo de los Estados Unidos, Pineland tiene una superficie total de 2.39 km², de la cual 2.33 km² corresponden a tierra firme y (2.81%) 0.07 km² es agua.

## Demografía
Según el censo de 2010, había 407 personas residiendo en Pineland. La densidad de población era de 170,07 hab./km². De los 407 habitantes, Pineland estaba compuesto por el 94.84% blancos, el 0% eran afroamericanos, el 0% eran amerindios, el 0% eran asiáticos, el 0% eran isleños del Pacífico, el 1.47% eran de otras razas y el 3.69% pertenecían a dos o más razas. Del total de la población el 5.16% eran hispanos o latinos de cualquier raza.